# 37 Dywizjon Rakietowy Obrony Powietrznej (3 BROP)

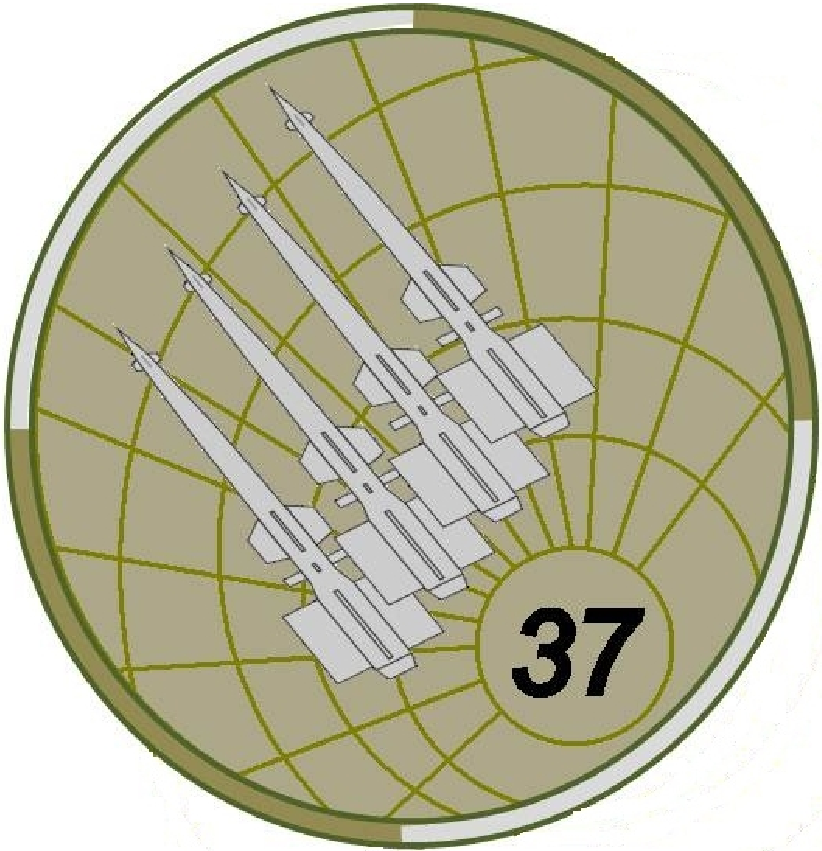
Oznaka rozpoznawcza na mundur polowy

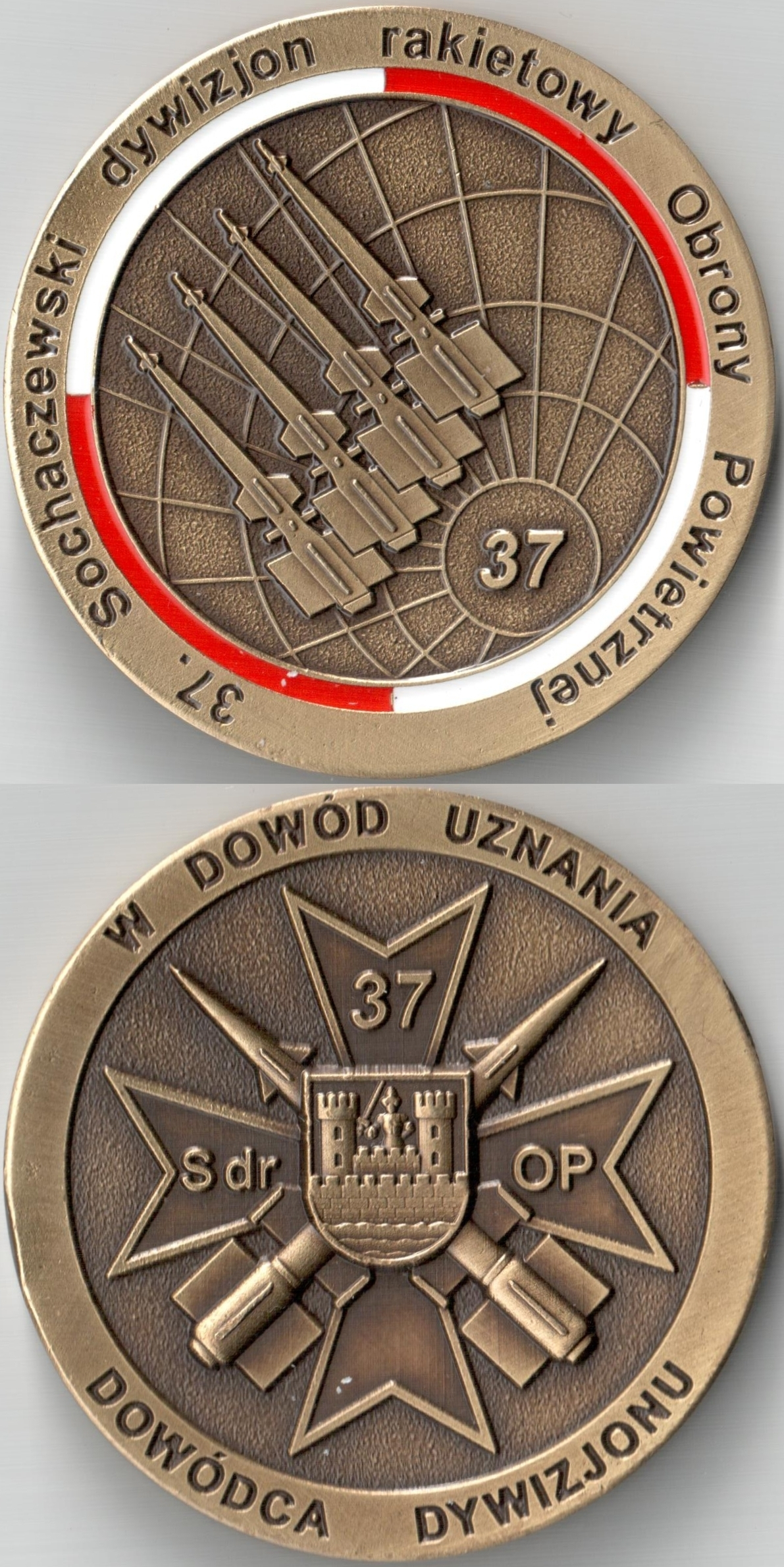
Challenge coin

37 Sochaczewski dywizjon rakietowy Obrony Powietrznej im. gen. bryg. Zdzisława Juliana Starosteckiego – oddział Wojsk Obrony Przeciwlotniczej Sił Powietrznych RP stacjonujący w Bielicach, podporządkowany dowódcy 3 Warszawskiej Brygady Rakietowej OP.

## Charakterystyka
Dywizjon powstał 1 stycznia 2012 na podstawie Decyzji MON Nr Z-5/Org./P1 z dnia 28 stycznia 2011 w sprawie zmian organizacyjnych w Siłach Powietrznych, na bazie rozformowanych 5., 61. i 63. dywizjonów rakietowych OP stacjonujących w Bielicach.
Decyzją Nr 161/MON Ministra Obrony Narodowej z dnia 24 maja 2012 ustanowiono doroczne święto dywizjonu w dniu 31 marca.
Decyzją Nr 338/MON Ministra Obrony Narodowej z dnia 7 sierpnia 2014 wprowadzono odznakę pamiątkową i oznakę rozpoznawczą dywizjonu.
Decyzją Nr 168/MON z dnia 20 maja 2016 roku dywizjon przyjął nazwę wyróżniającą „Sochaczewski”.
Decyzją Nr 30/MON z dnia 23 kwietnia 2024 dywizjonowi nadano imię gen. bryg. Zdzisława Juliana Starosteckiego

## Struktura 37 dr OP
- Dowództwo i Sztab
- Pion Techniczny
- Sekcja Wychowawcza
- bateria dowodzenia
- bateria zabezpieczenia
- bateria techniczna
- zespoły ogniowe[5]

## Uzbrojenie
- bateria (4 zestawy) systemu MIM-104 Patriot. Każdy zestaw to radar AN/MPQ-65, wyrzutnie M903A2 oraz rakiety PAC-3 MSE[6][7][8]
- 3 zestawy przeciwlotnicze krótkiego zasięgu S-125 Newa SC[9]
- armaty przeciwlotnicze ZU-23-2
- przeciwlotniczy zestaw rakietowy Grom[10]
- przeciwlotniczy zestaw rakietowo-artyleryjski bardzo krótkiego zasięgu PSR-A Pilica (od 2020 roku)[11]

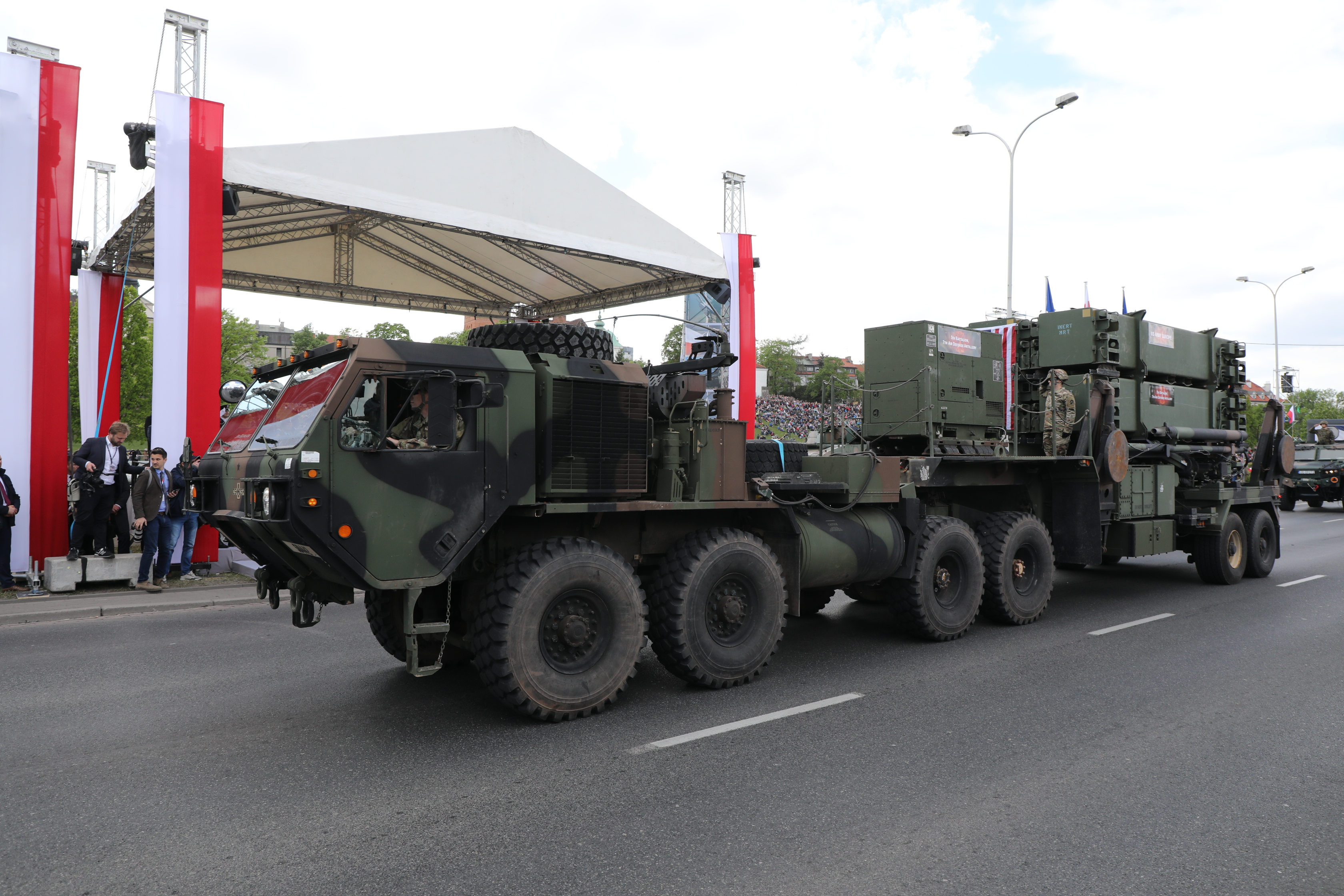
Element zestawu Patriot
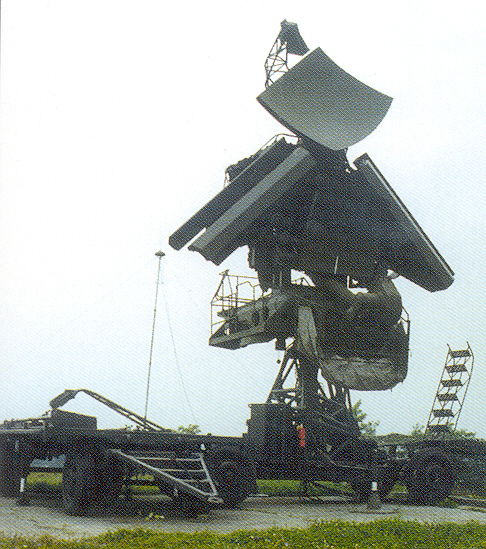
Radar zestawu S-125 Newa
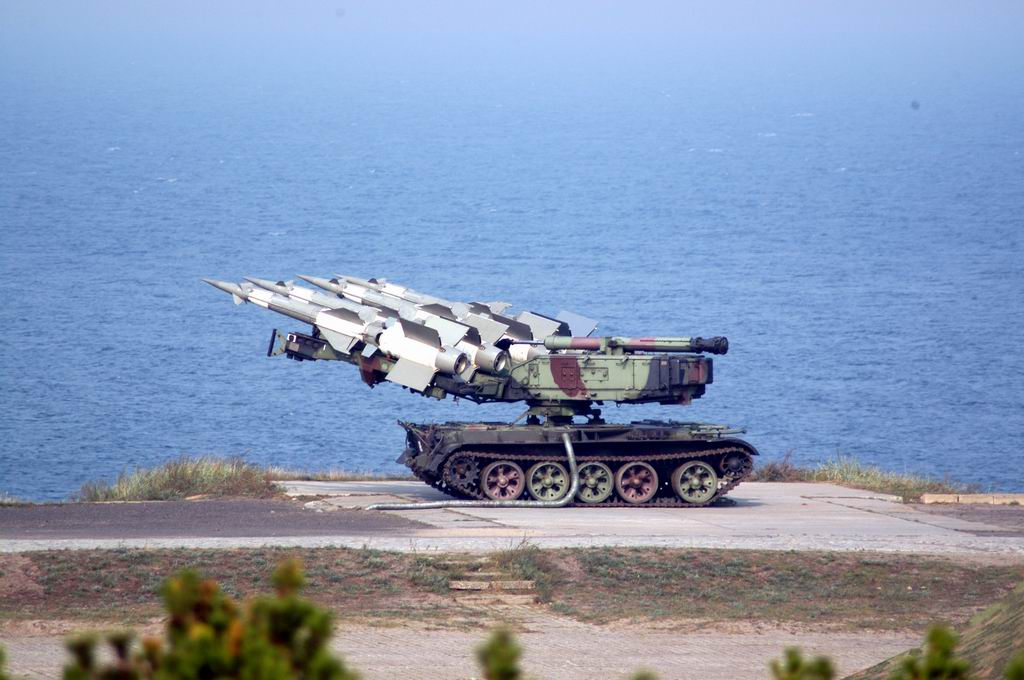
S-125 Newa SC
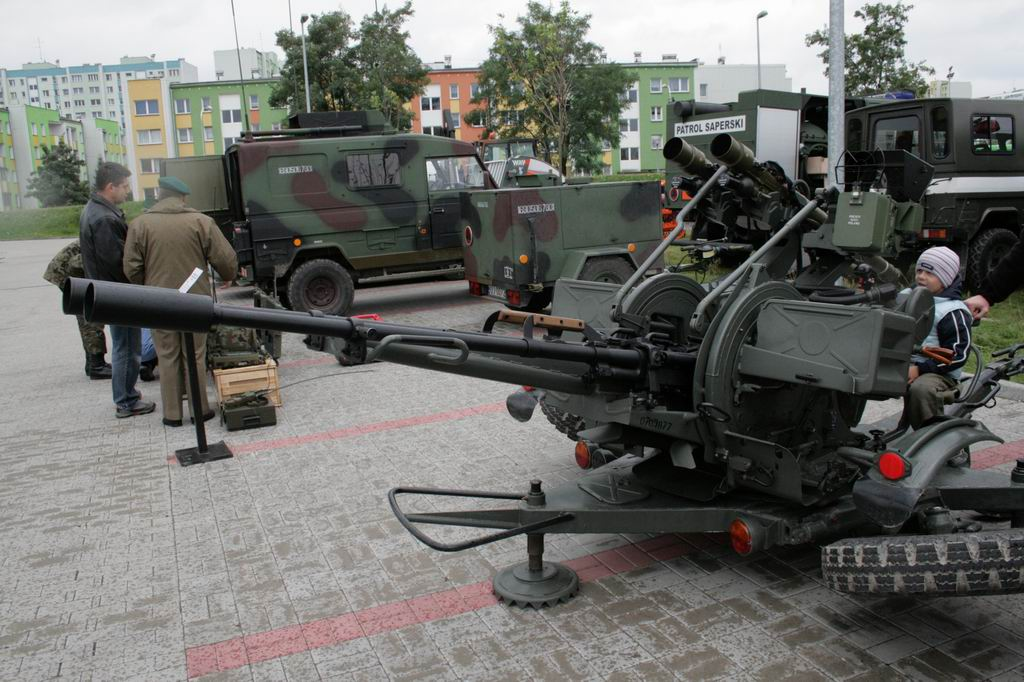
ZU-23-2
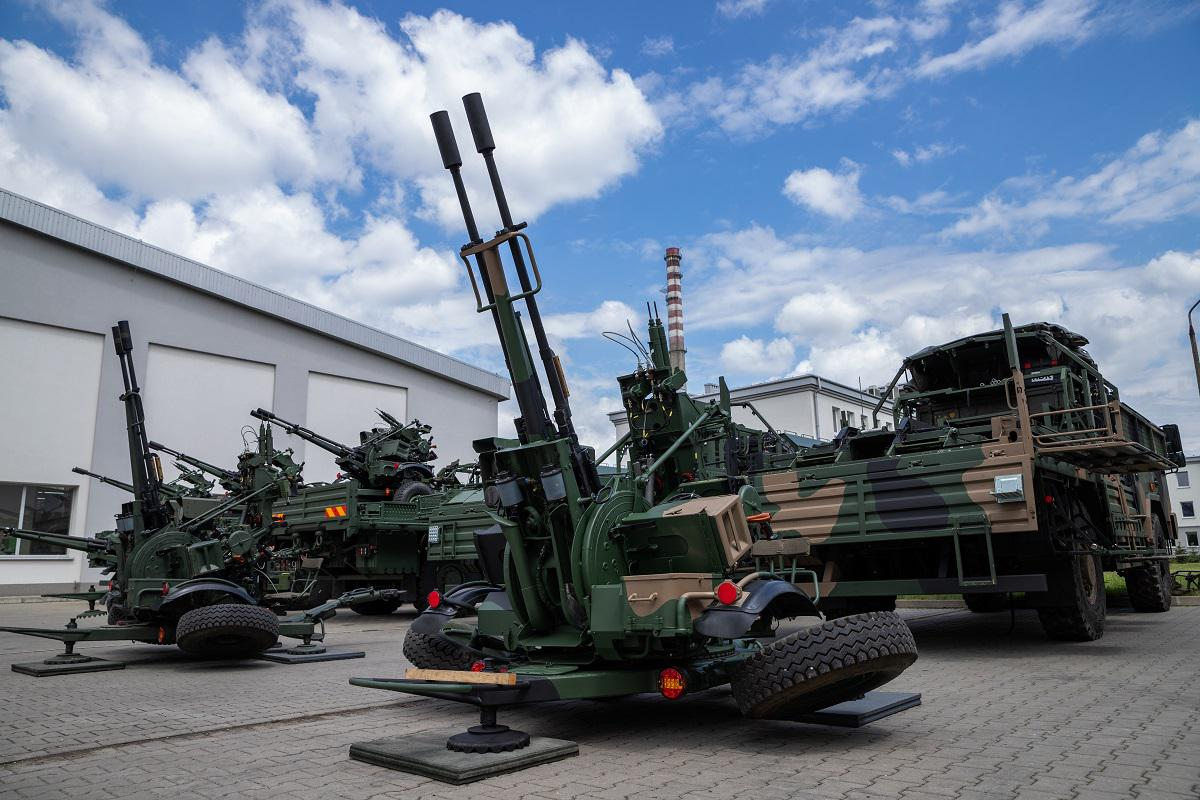
PSR-A Pilica

## Dowódcy dywizjonu
- ppłk Mirosław Grzybowski – 31 grudnia 2011 – 22 września 2014
- ppłk Andrzej Stachurzewski – 22 września 2014 – czerwiec 2019
- ppłk Tomasz Korytowski – czerwiec 2019 – lipiec 2020
- cz.p.o. mjr Michał Fedorowicz – lipiec 2020 – październik 2020
- ppłk Arkadiusz Grzegorowski – październik 2020 – październik 2024[12][13]
- mjr Bartosz Rożek – od 15 października 2024[14].